# Mistrzostwa Świata w Lekkoatletyce 2011 – sztafeta 4 × 100 m kobiet
Sztafeta 4 x 100 m kobiet – jedna z konkurencji rozgrywanych podczas lekkoatletycznych mistrzostw świata na Daegu Stadium w Daegu. 
Obrońcą tytułu mistrzowskiego z 2009 roku jest reprezentacja Jamajki. 

## Terminarz
| Data       | Godzina |            |
| ---------- | ------- | ---------- |
| 4 września | 18:30   | Eliminacje |
| 4 września | 20:35   | Finał      |

## Rezultaty

### Eliminacje
| Miejsce | Reprezentacja     | Rezultat | Uwagi                     |
| ------- | ----------------- | -------- | ------------------------- |
| 1       | Stany Zjednoczone | 41,94    | Q                         |
| 2       | Jamajka           | 42,23    | Q                         |
| 3       | Trynidad i Tobago | 42,50    | Q                         |
| 4       | Francja           | 42,60    | Q                         |
| 5       | Ukraina           | 42,63    | Q                         |
| 6       | Nigeria           | 42,74    | Q                         |
| 7       | Rosja             | 42,78    | q                         |
| 8       | Brazylia          | 42,92    | q                         |
| 9       | Holandia          | 43,44    | Rekord kraju              |
| 10      | Kolumbia          | 43,53    | Najlepszy wynik w sezonie |
| 11      | Australia         | 43,79    |                           |
| 12      | Japonia           | 43,83    |                           |
| 13      | Wielka Brytania   | 43,95    |                           |
| 14      | Szwajcaria        | 44,04    |                           |
| 15      | Białoruś          | 44,38    |                           |
| 16      | Korea Południowa  | 46,14    | Najlepszy wynik w sezonie |
| 17      | Hiszpania         | 46,24    |                           |
| 18      | Bahamy            | 50,62    |                           |
| -       | Chiny             | DSQ      |                           |
| -       | Polska            | DNS      |                           |
| -       | Niemcy            | DNS      |                           |

### Finał
| Poz. | Reprezentacja     | Czas  | Uwagi                                    |
| ---- | ----------------- | ----- | ---------------------------------------- |
|      | Stany Zjednoczone | 41,56 | Najlepszy wynik w tym sezonie na świecie |
|      | Jamajka           | 41,70 | Rekord kraju                             |
|      | Ukraina           | 42,51 | Najlepszy wynik w sezonie                |
| 4    | Trynidad i Tobago | 42,58 |                                          |
| 5    | Francja           | 42,70 |                                          |
| 6    | Rosja             | 42,93 |                                          |
| 7    | Nigeria           | 42,93 |                                          |
| 8    | Brazylia          | 43,10 |                                          |